# Ассоциация революционных композиторов Украины
Ассоциа́ция революцио́нных компози́торов Украи́ны (АРКУ) — музыкально-общественная организация в УССР.

## Общие сведения
Ассоциация революционных композиторов Украины была основана в 1927 году в Харькове. Первым её председателем стал — В. Костенко.

## Деятельность
В 1927 году АРКУ сформулировала основные принципы своей деятельности: культивирование оперно-симфонической и камерно-инструментальной музыки, сочетание национального начала с принципами интернационализма; ориентация на городские пролетарские слои.
Отбор композиторских кадров ассоциации проходил по классово-идеологическим признакам. Творческий ориентир — работы М. Вериковского и Ф. Козицкого.
Членами ассоциации стали: О. Арнаутов, Ф. Богданов, В. Борисов, О. Дашевский, М. Коляда, В. Костенко, Ю. Мейтус, В. Нахабин, Я. Полфёров и др.

## Прекращение деятельности
В 1928 в результате раскола часть членов ассоциации перешла в Ассоциацию пролетарских музыкантов Украины. В 1929 году АРКУ была преобразована в Организацию пролетарских композиторов Украины, а в 1931 году самоликвидировалась.